# Lengenfeld, Áo
Lengenfeld là một thị xã thuộc huyện Krems-Land trong bang Niederösterreich.